# Андерссон, Бенни
Йёран Брур Бенни Андерссон (швед. Göran Bror Benny Andersson; 16 декабря 1946, Стокгольм) — шведский певец, музыкант, клавишник, композитор и музыкальный продюсер. Наиболее известен как участник группы ABBA.

## Ранние годы
Йёран Брур Бенни Андерссон родился 16 декабря 1946 года в стокгольмском районе Васастан в семье гражданского инженера-строителя Йёсты Андерссона (1912–1973) и его жены Лайлы (1920–1971). У него есть младшая сестра Эва-Лис, родившаяся в 1948 году. В возрасте восьми лет состоялось первое выступление Бенни на сцене одного из залов родного города. Его дед и отец, Эфраим и Йёста Андерссоны (Efraim, Gösta Andersson), иногда выступали семейной группой аккордеонистов. В 1964 Бенни вместе со своей возлюбленной Кристиной Грёнвалль (Christina Grönvall) вошёл в состав группы «Народный ансамбль электрического щита» (Elverkest Spelmanslag). Во время одного из выступлений игра Бенни на клавишных запомнилась основателю и бас-гитаристу группы «Hep Stars» Леннарту Хегланду (Lennart Hegland), что в итоге привело молодого клавишника в этот ансамбль осенью 1964 года. Леннарт связался по телефону с Бенни и предложил присоединиться к группе. Недолго думая тот согласился. В состав «The Hep Stars», во главе с солистом Свенном Хедлундом (Svenne Hedlund), входили Янне Фриск (Janne Frisk) (гитара) и Кристер Петтерссон (Christer Petersson) (ударные). Группа в основном исполняла репертуар Чака Берри (Chuck Berry), Элвиса Пресли (Elvis Presley), Литтла Ричарда (Little Richard) и других зарубежных звёзд. Свою первую песню «No Response» Бенни Андерссон сочинил осенью 1965 года. Композиция попала на верхние строчки шведского хит-парада. «Sunny Girl» стала следующим произведением молодого автора и в начале 1966 года возглавила шведский хит-парад. В общей сложности группа «The Hep Stars» с 1965 по 1970 год записала восемь альбомов. В июне 1966 во время гастролей по народным паркам Швеции участники группы «The Hep Stars» познакомились с ансамблем Hootenanny Singers. Бенни Андерссон и Бьорн Ульвеус, обнаружив близость вкусов, решили продолжить общение за сочинением новых песен. В итоге это стало отправной точкой творческого тандема двух Б, продолжающегося по сей день.

## Музыка для фильмов
Бенни написал музыку для нескольких фильмов. Его первой попыткой в начале 1970-х годов стала песня к шведскому фильму «The Seduction Of Inga». Песня «She’s My Kind Of Girl», написанная им в сотрудничестве с Бьорном, была выпущена в Японии и попала в десятку хитов.
В 1986 году он в сотрудничестве с Андерсом Эльясом написал музыку для фильма «Мио, мой Мио», основанного на одноимённой книге Астрид Линдгрен. Песня «Мио, мой Мио» в исполнении группы «Gemini» в 1987 году становится хитом в Швеции.
В 2000 году написана мелодия для фильма «Songs from the Second Floor».
В 1992 году Бенни Андерссон написал популярную заставочную мелодию для проходившего в Швеции чемпионата Европы по футболу.

## Личная жизнь
У Бенни есть сын Петер и дочь, родившиеся в шестидесятые годы во время его отношений с Кристиной Грёнвалль. Сын — Петер Грёнваль — талантливый композитор и исполнитель (в середине 1980-х он создал свою музыкальную группу Sound of Music, позже сменившую название на One More Time).
Бенни также прожил вместе с солисткой группы ABBA Анни-Фрид Лингстад 12 лет, из них 3 года — в официальном браке (с октября 1978 по 1981 год).
В ноябре 1981 года Бенни женился на шведской телеведущей Моне Норклит . В январе 1982 года у них родился сын Людвиг. Людвиг пошёл по стопам отца и создал свою собственную группу «Ella Rouge».

## Дискография

### ABBA
Студийные альбомы
- Ring Ring (1973)
- Waterloo (1974)
- ABBA (1975)
- Arrival (1976)
- The Album (1977)
- Voulez-Vous (1979)
- Super Trouper (1980)
- The Visitors (1981)
- Voyage (2021)

Сборники
- Greatest Hits (1975)
- Greatest Hits Vol. 2 (1979)
- The Singles: The First Ten Years (1982)
- ABBA Gold: Greatest Hits (1992)
- More ABBA Gold: More ABBA Hits (1993)
- Thank You For The Music (1994)
- The Definitive Collection (2001)
- The Complete Studio Recordings (2005)
- Number Ones (2006)

Испаноязычные компиляции
- Gracias Por La Música (1980)
- ABBA Oro: Grandes Éxitos (1993)

### Benny Anderssons Orkester
- Benny Anderssons Orkester (2001)
- BAO! (2004)
- BAO! på turné (BAO! on Tour) (2006) концертный альбом
- BAO 3 (2007)
- Story Of A Heart (2009) сборник лучших песен на английском языке
- O Klang Och Jubeltid (2011)
- Tomten har åkt hem (2012)
- BAO in BOX (6 CD и 2 DVD)(2012)
- Mitt Hjärta Klappar För Dig (2016)

### Björn & Benny
- Lycka (1970)

### Gemini
- Gemini (1985)
- Geminism (1987)

### Hep Stars
- We and our Cadillac (1965)
- Hep Stars on stage (1965)
- The hepstars (1966)

### Мюзиклы
- Chess (1984/1988/2002)
- Kristina från Duvemåla (1995)

### Orsa Spelmän
- Orsa Spelmän (1988)
- Fiolen Min (1990)
- Ödra (1998)

### Сольные альбомы
- Klinga mina klockor (1987)
- November 1989 (1989)
- Piano (2017)

## Награды
- Командор I класса ордена Вазы (2024 год)[4].
- Золотая Медаль Его Величества Короля (Швеция) 8-го размера, на нагрудной ленте синего цвета (1998 год)[5].